# Tick, tick… BOOM!
tick, tick… Boom! je americký životopisný a dramatický filmový muzikál z roku 2021. Režie se ujal Lil-Manuel Miranda a scénáře Steven Levenson. Film je inspirovaný stejnojmenným muzikálem Jonathana Larsona. Vypráví život právě autora muzikálu Larsona a jeho přátel Rogera a Karessy. Hlavní role hrají Andrew Garfield, Robin de Jesús, Alexandra Shipp, Joshua Henry, Judith Light a Vanessa Hudgens.
Snímek měl světovou premiéru na filmovém festivalu AFI Fest dne 10. listopadu 2021. V amerických kinech měl premiéru dne 12. listopadu 2021 a na Netflixu byl zveřejněn dne 19. listopadu 2021. Film byl pozitivně hodnocen kritiky, kteří chválili hlavně Garfieldův výkon a režii Mirandy. Americký filmový institut zařadil film mezi top 10 nejlepších filmů roku 2021. tick, tick.,. Boom! získal nominaci na Zlatý glóbus a Critics' Choice Movie Awards v kategorii nejlepší film. Andrew Garfield za roli získal cenu Zlatý glóbus v kategorii nejlepší herec (komedie/muzikál).

## Obsazení
- Andrew Garfield jako Jonathan Larson
- Alexandra Shipp jako Susan Wilson, Jonathanova přítelkyně a bývalá tanečnice
- Robin de Jesús jako Michael, Jonathanův nejlepší kamarád
- Joshua Henry jako Roger Bart, Jonathanův kamarád a účinkující v Superbia a Tick, Tick… Boom!
- Vanessa Hudgens jako Karessa Johnson, Jonathanova kamarádka účinkující v Superbia a Tick, Tick… Boom!
- Jonathan Marc Sherman jako Ira Weitzman, ředitel divadla Playwrights Horizons a producent workshopu Superbia
- Mj Rodriguez jako Carolyn, číšnice v Moondance Diner a Jonathanova kamarádka
- Ben Levi Ross jako Freddy, číšník v Moondance Diner a  Jonathanův kamarád
- Judith Light jako Rosa Stevens, Jonathanova agentka
- Bradley Whitford jako Stephen Sondheim
  - Stephen Sondheim jako on sám (pouze hlas)
- Laura Benanti jako Judy Wright
- Danielle Ferland jako Kim
- Micaela Diamond jako Peggy
- Utkarsh Ambudkar jako Todd
- Gizel Jimenez jako Cristin, účinkující v Superbia workshopu
- Kate Rockwell jako Lauren, účinkující v Superbia workshopu
- Aneesa Folds jako Danya, účinkující v Superbia workshopu
- Joel Perez jako Lincoln, účinkující v Superbia workshopu
- Judy Kuhn jako Nanette Larson, Jonathanova matka
- Danny Burstein jako Allan Larson, Jonathanův otec
- Lauren Marcus jako Donna, Jonathanova kamarádka a kameramanka
- Richard Kind jako Walter Bloom, ředitel divadelního workshopu
- Tariq Trotter jako H.A.W.K. Smooth, rapper
- Ryan Vasquez jako Scott, Rogerův kamarád
- Joanna P. Adler jako Molly, pracovnice knihkupectví
- Jelani Alladin jako David, Michaelův partner
- Shockwave jako recepční